# شان استون
شان کریستوفر استون (به انگلیسی: Sean Christopher Stone) یا شان علی استون (زاده: ۲۹ دسامبر ۱۹۸۴، نیویورک سیتی) بازیگر، کارگردان و تهیه‌کننده آمریکایی است. وی فرزند الیور استون کارگردان آمریکایی برنده اسکار است.
پس از پذیرش دین اسلام و مذهب شیعه در بهمن ۱۳۹۰ در کشور ایران، نام او در بسیاری از خبرگزاریهای دنیا مطرح شد.

## فیلم‌شناسی

### بازیگر
| سال ساخت | فیلم                          |
| ۲۰۱۲     | Don't Pass Me By              |
| ۲۰۱۱     | Graystone                     |
| ۲۰۱۱     | Nevo                          |
| ۲۰۱۰     | وال استریت: پول هرگز نمی‌خوابد |
| ۲۰۰۸     | دبلیو                         |
| ۱۹۹۹     | هر یکشنبه کذایی               |
| ۱۹۹۷     | دوربرگردان                    |
| ۱۹۹۵     | نیکسون                        |
| ۱۹۹۴     | قاتلین بالفطره                |
| ۱۹۹۳     | بهشت و زمین                   |
| ۱۹۹۱     | جی‌اف‌کی                        |
| ۱۹۴۱     | دورز                          |
| ۱۹۸۹     | متولد چهارم ژوئیه             |
| ۱۹۸۷     | وال استریت                    |
| ۱۹۸۶     | سالوادور                      |

### کارگردان
| سال ساخت | فیلم                                                 |
| ۲۰۱۱     | Graystone                                            |
| ۲۰۰۸     | Singularity کوتاه                                    |
| ۲۰۰۷     | Nuremberg: The 60th Anniversary Director's Cut مستند |
| ۲۰۰۵     | Perfect Is the Enemy of Good مستند                   |
| ۲۰۰۵     | Resurrecting 'Alexander' مستند                       |
| ۲۰۰۵     | The Death of 'Alexander' مستند                       |
| ۲۰۰۵     | Fight Against Time: Oliver Stone's Alexander مستند   |

## حضور در همایش هالیوودیسم و سینما
وی در بهمن ۱۳۹۰ در حاشیه برگزاری جشنواره فیلم فجر در دومین «همایش هالیوودیسم و سینما» شرکت کرد. در این جشنواره از پدر وی الیور استون بخاطر فیلم‌هایی که پیرامون جنگ ویتنام ساخته بود نیز تجلیل گردید.

## مسلمان شدن
دوست ایرانی وی بهرام حیدری (کارگردان ایرانی الاصل هالیوودی) وی را تا ورود به تشیع همراهی و مقدمات حضورش را در ایران و اصفهان نیز فراهم کرد. استون که جهت شرکت در کنفرانسی به ایران سفر کرده بود در روز ۲۵ بهمن ۱۳۹۰ در دفتر محمدعلی ناصری در اصفهان شهادتین خوانده و مسلمان شد. وی گفت: «... من شجاعت و معرفت رسول خدا را می‌فهمم و به همین دلیل نیز مسلمان شدم.» 

وی با اشاره به اینکه مذاهب دیگر هم مانند اسلام یک خدا را می‌پرستند، تأکید کرد: 
«لا اله الا الله» مفهوم جدیدی نیست، بلکه همواره در ادیان مختلف بوده اما نوع بیانش تفاوت داشته‌است… یک عالم روحانی و مقدسی در آن شرایط بود که فکر کردم ارتباط خاصی با خداوند برقرار شده‌است…
وی نام «علی» را پس از ورود به اسلام برگزید.
خبر مسلمان شدن او از سوی بسیاری از رسانه‌های بین‌المللی از جمله خبرگزاری رویترز، خبرگزاری فرانسه، یاهو! نیوز، هالیوود ریپورتر و… پوشش داده شد.

### بازتاب‌ها
وی پس از بارگشت به آمریکا از سفر ایران، به برنامه The O'Reilly Factor در تلویزیون فاکس نیوز دعوت شد. وی در این برنامه گفت که از مواضع رئیس جمهور ایران پیرامون هولوکاست سوءبرداشت شده‌است. وی همچنین گفت که با برنامه هسته‌ای ایران موافق است.
... من مشکلی ندارم. به خاطر اینکه ایران یک جمهوری است؛ و در آنجا احزاب وجود دارد. بسیار شبیه به کشورما. از نظر اقتصادی، آشوب و ناآرامی زیادی در ایران وجود دارد. من فکر می‌کنم که آنجا هم می‌تواند در هفته آینده، چند ماه دیگر یا سال آینده جنبش «اشغال تهران» به وجود بیاید. این هم به خاطر آن است که ایران کشور داینامیک و پویایی است… همان‌طور که می‌دانید، مردم ایران، مردم بسیار باهوشی هستند. من گفتگوی بسیار خوبی با سیاستمداران ایرانی داشتم. من دیدار کوتاهی با رئیس جمهور ایران داشتم. من همچنین با مشاور رهبر عالی ایران دیدار کردم. در تمام دیدار من این جمله را تکرار می‌کردم و البته خیلی هم صریح بیان می‌کردم. به آنها می‌گفتم: بیایید این ماجرای مزخرف مرگ بر آمریکا را تمامش کنید.

## تکذیب
استون مصاحبه‌ای با سی ان ان انجام داد که در آن از عبارت «پذیرش محمد» به جای «تغییر مذهب» سخن گفته بود. او در این مصاحبه گفته بود:
من احساس نمی‌کنم که مسلمان بودنم بیشتر از مسیحی بودن یا یهودی بودنم است… من با این حرف مهاتما گاندی موافقم که گفت: «من یک هندو، یهودی، مسیحی، مسلمان و بودایی هستم».
به دنبال این مصاحبه برخی منابع این مسئله را به عنوان تکذیب مسلمان شدن او عنوان نمودند.
از جمله برنامه صرفاً جهت اطلاع که از بخش خبری ۲۰:۳۰ شبکه دوم صدای و سیمای ایران پخش می‌شود در تاریخ ۱۸ اسفند ۱۳۹۰ مسلمان شدن شان استون را تکذیب کرد.
این در حالی بیان می‌شد که وی پیش تر نیز در مصاحبه با شبکه خبری فاکس از همین عبارت استفاده نموده بود و از پذیرش اسلام و یکی بودن خدای مسلمانان با خدای مسیحیان و یهودیان سخن رانده بود:
تغییر مذهب واژه جالبی نیست چون من معتقد نیستم شما می‌توانید از یک خدا روی گردانید. از یک خدا به همان خدا.
بنا به گفته رسانه‌های داخل ایران، اندکی پس از این برخی وبگاه‌های خبری از نامه‌ای خبر دادند که در آن استون خطاب به برنامه صرفاً جهت اطلاع این ادّعای برنامه را نادرست خوانده بود و بر مسلمان بودن خود و انتخاب نام اسلامی «علی» تأکید کرده بود:
من کی اسلام را تکذیب کردم؟... شان اسم عامیانه و دنیایی من است، کریستوفر اسم مسیحی من، استون اسم یهودی است که از پدرم به ارث برده‌ام؛ پدری که با همه زندگی خود برای گفتن حقیقت ریسک بزرگی کرده است و علی اسم اسلامی و روحانی من است برای عدالت‌خواهی... من بر این باورم که اسلام ادامه رسالت پیامبران خدا از ابراهیم تا عیسی است. اگر موسی شریعت را آورد عیسی تقوا را، حضرت محمد الگوی معرفت و دانش است. من همیشه خداپرست بوده‌ام در نتیجه تغییر خداپرستی که نداده‌ام بلکه با پذیرفتن اسلام به آغوش اسلام آمده‌ام. شهادتین من گسترش دین من است با اعلام این که محمد پیامبر و فرستاده خداوند است… تو که هستی که مسلمان شدن مرا زیر سؤال ببری؟

## فعالیت در سینمای ایران

### بازی در فیلم متهم
وی پس از سفر به ایران که به دعوت کمپانی «ریل نایتز» صورت گرفت و مذاکره با علی شاه حاتمی کارگردان ایران بازی در یک فیلم ایرانی به نام متهم که در کانادا و ایران ساخته می‌شود را پذیرفت. او در این فیلم نقش یک جوان ایرانی و مسلمان را بازی می‌کند که برای تحصیل به کانادا می‌رود، اما پس از خودکشی یک سرمایه دار توسط یک پلیس نژادپرست به قتل وی متهم می‌گردد. فیلم به موضوع مشکلات مسلمانان و ایرانیان مهاجر می‌پردازد. سیدجلال چاوشیان تهیه کنندگی این فیلم را بر عهده دارد و شرکت «ریل نایتز» تهیه و پخش بین‌المللی این فیلم را بر عهده دارد. فیلمنامه توسط بهرام حیدری نوشته و توسط اسکات فرانک (فیلمنامه‌نویس آمریکایی و دستیار استیون اسپیلبرگ)، جف براون و علی شاه حاتمی بازنویسی شده‌است.

### ساخت پنج فیلم مستند
وی اعلام کرد که در حال ساخت ۵ فیلم مستند با موضوعاتی پیرامون عاشورا، مولانا، جن و حمله آمریکا به هواپیمای مسافربری ایران در سال ۱۳۶۷ است. این فیلم «ندامت» نام دارد. وی گفت که:
 به نظر ما عاشورا بهترین سناریوی عاشقانه دنیاست و قصد داریم به این مقوله نیز در یک اثر دیگر بپردازیم.